# アンドレイ・ポリヴァロフ
アンドレイ・ポリヴァロフ（Andrey Polivalov、1986年8月9日 - ）は、ロシアン・ラグビー・チャンピオンシップ、VVAポドルスクに所属するラグビーユニオン選手。

## プロフィール
- ロシア・ペンザ出身。
- ポジションはプロップ(PR)。
- 身長 185cm、体重 109kg
- ロシア代表キャップは29（2021年9月現在）でラグビーワールドカップ2019のロシア代表に選ばれた[1]。

## 略歴
インペリア・ペンザ、ストレラ・カザン、エニセイSTMを経て、2019年、VVAポドルスクに加入。